# Frank Zielecke
Frank Zielecke, né le 12 juin 1946, est un ancien haltérophile est-allemand. Il a remporté la médaille d'argent aux Championnats du monde d'haltérophilie de 1973 (en)  dans la catégorie des 82,5 kg.